# Macris

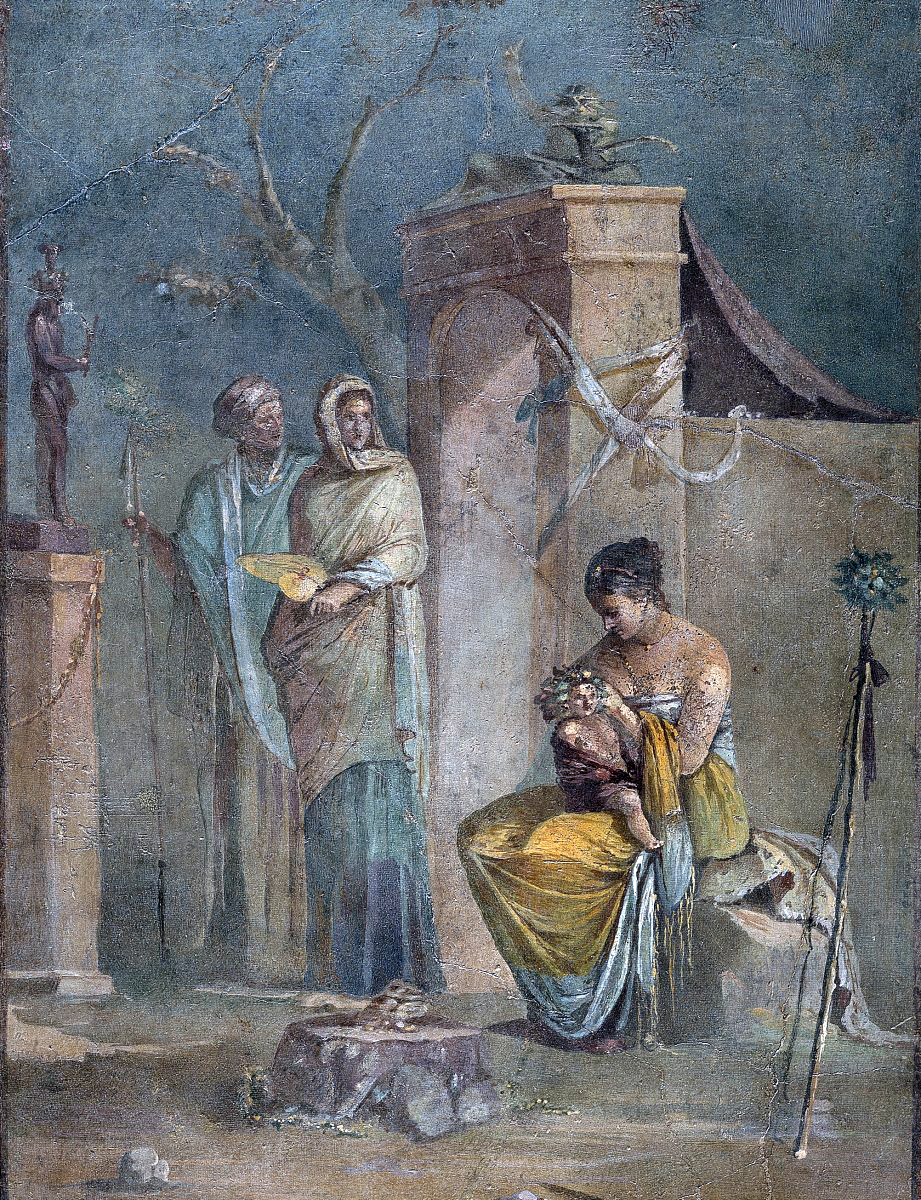
Dioniso y las ninfas del Monte Nysa, Villa Farnesina, Museo Arqueológico Nacional, Roma.

Macris (en griego antiguo, Μακρις) fue, en la mitología griega, una hija de Aristeo que sirvió como una de las muchas nodrizas de Dioniso. Por esa razón Hera, irritada con ella, la expulsó de las tierras eubeas. Según un escoliasta huyó hasta una isla que recibió posteriormente su nombre. En las Argonáuticas solo se refiere a la isla como Drépane, pero menciona su conexión con Macris y Deméter. Generalmente se conviene que la isla de Macris es identificada con la isla con la Corfú moderna, la Córcira histórica. La cueva donde una vez vivió Macris fue más tarde la cámara matrimonial de Jasón y Medea, y el matrimonio consumó sobre las pieles del vellocino de oro. Desde entonces la cueva de Macris pasó a conocerse como la cueva de Medea.